# Palaeosciurus
Il paleosciuro (gen. Palaeosciurus) è un roditore estinto, strettamente imparentato con gli scoiattoli. Visse tra l'Oligocene inferiore e il Miocene inferiore (circa 32 – 20 milioni di anni fa) e i suoi resti fossili sono stati ritrovati in Europa.

## Descrizione
Questo animale, nonostante la notevole antichità, assomigliava in modo sorprendente agli scoiattoli odierni. Le principali differenze rispetto alle forme attuali si riscontrano nella dentatura. Le prime specie di Palaeosciurus (ad esempio P. goti) possedevano proporzioni delle zampe con tibia e radio piuttosto corti rispetto al femore e all'omero. Nelle forme successive (ad es. P. feignouxi del Miocene inferiore) radio e tibia erano più allungati.

## Classificazione
Palaeosciurus è uno dei più antichi rappresentanti della famiglia degli sciuridi, alla quale appartengono anche gli odierni scoiattoli. Le notevoli somiglianze tra forme viventi ed estinte indicano uno straordinario caso di stabilità morfologica attraverso il tempo. Lo stesso Palaeosciurus è un genere piuttosto longevo, essendo vissuto per un periodo di circa 12 milioni di anni subendo poche variazioni morfologiche, principalmente nelle proporzioni degli arti.

## Paleobiologia
Le proporzioni delle zampe delle prime specie di Palaeosciurus, con radio e tibia corti, indicano che questi animali erano probabilmente terrestri. Le specie successive, invece, con arti più allungati, erano probabilmente arboricole. È possibile che queste abitudini arboricole si siano sviluppate per sfuggire ai predatori agili come Proailurus, un antico felide.